# Xantholinus
Xantholinus là một chi bọ cánh cứng thuộc họ Staphylinidae.

## Các loài
- Xantholinus appenninicola (Steel, 1946)
- Xantholinus baeticus (Bordoni, 1975)
- Xantholinus balearicus (Coiffait, 1962)
- Xantholinus bonomettoi (Bordoni, 1972)
- Xantholinus bordonii (Coiffait, 1970)
- Xantholinus bulgaricus (Coiffait, 1972)
- Xantholinus cerrutii (Coiffait, 1964)
- Xantholinus coiffaiti (H. Franz, 1966)
- Xantholinus colasi (Jarrige, 1941)
- Xantholinus devillei (Coiffait, 1956)
- Xantholinus euboicus (Korge, 1973)
- Xantholinus fortepunctatus (Motschulsky, 1860)
- Xantholinus franzi (Bordoni, 1973)
- Xantholinus fuenteanus (Reitter, 1901)
- Xantholinus gastraeus (Gistel, 1857)
- Xantholinus graecus (Kraatz, 1858)
- Xantholinus gridellii (Coiffait, 1956)
- Xantholinus humidicola (Gistel, 1857)
- Xantholinus ibericus (Steel, 1950)
- Xantholinus maritimus (Reitter, 1908)
- Xantholinus morandi (Coiffait, 1958)
- Xantholinus nicolasi (Coiffait, 1972)
- Xantholinus occultans (Gistel, 1857)
- Xantholinus padus (Coiffait, 1973)
- Xantholinus pantokratoris (Bordoni, 1975)
- Xantholinus perezi (Outerelo, 1976)
- Xantholinus phenicus (Coiffait, 1971)
- Xantholinus proceroides (Coiffait, 1971)
- Xantholinus procerus (Erichson, 1839)
- Xantholinus quadratus (Stephens, 1833)
- Xantholinus ruffoi (Bordoni, 1972)
- Xantholinus rufipennis (Erichson, 1839)
- Xantholinus rufipes (P. Lucas, 1846)
- Xantholinus rufus (Grimmer, 1841)
- Xantholinus sardous (Gridelli, 1947)
- Xantholinus sidonensis (Coiffait, 1956)
- Xantholinus sighisoarae (Bordoni, 1973)
- Xantholinus styriacus (Grimmer, 1841)
- Xantholinus tothi (Bordoni, 1986)
- Xantholinus translucidus (Scriba, 1870)
- Xantholinus vandalicus (Bordoni, 1973)
- Xantholinus varnensis (Coiffait, 1972)
- Xantholinus vinicolor (Ushakov, 1989)
- Xantholinus vitalei (Bernhauer, 1943)
- Xantholinus wrasei (Bordoni, 1989)
- Xantholinus zalathnae (Bordoni, 1973)